# Chatsworth House

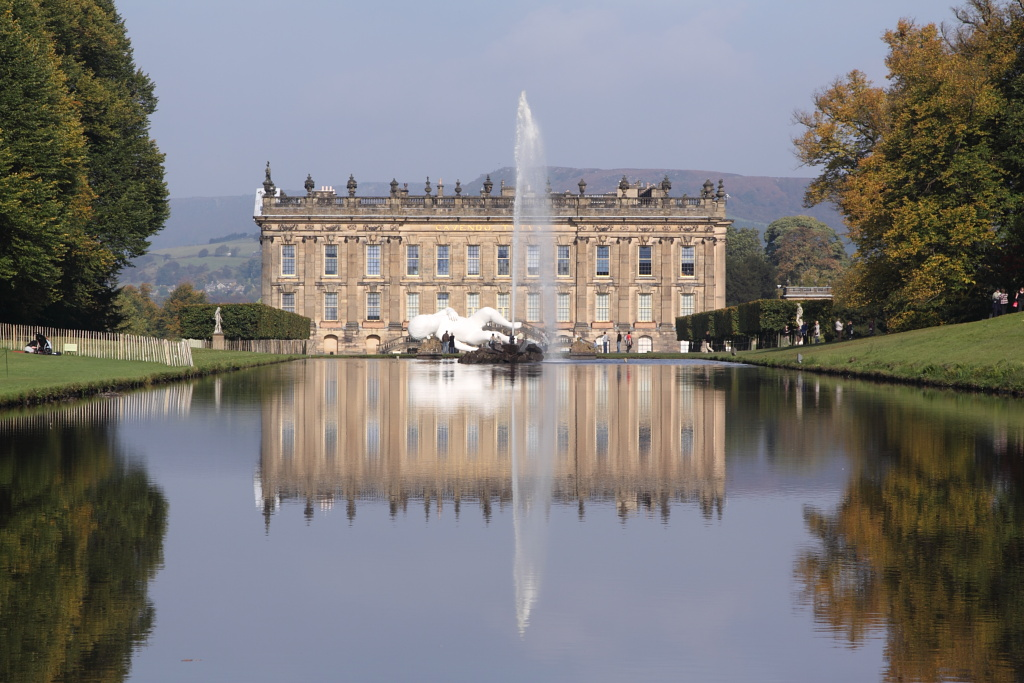
Chatsworth House (2008)

Chatsworth House és una casa de camp situada aproximadament a 6 km al nord-est de Bakewell, en el comtat de Derbyshire (Anglaterra). Actualment, l'edifici és propietat dels Ducs de Devonshire.
La mansió, oberta al públic, conté una important col·lecció d'obres d'art i mobiliari antic.

## Història
Construït originalment en el segle xvi per Bess de Hardwick, comtessa de Shrewsbury, el 1687 l'arquitecte William Talman va reconstruir la casa en estil barroc i la va convertir en una de les primeres country houses d'Anglaterra. El segle xviii el parc va ser redissenyat a l'estil neoclàssic pel paisatgista Capability Brown i s'hi van afegir glorietes construïdes per l'arquitecte James Paine.